# Clemensbrunnen
Clemensbrunnen – studnia w formie obelisku, znajdująca się w Koblencji, w dzielnicy Altstadt, na placu Deinhardplatz, przed teatrem. Została oddana do użytku pod koniec XVIII wieku jako pierwsza ze studni z wodą pitną, podłączonych do nowo uruchomionego, miejskiego wodociągu. Jest wymieniona w katalogu zabytków kulturowych Generalnej Dyrekcji Dziedzictwa Kulturowego Nadrenii-Palatynatu (niem. Generaldirektion Kulturelles Erbe Rheinland-Pfalz).

## Historia

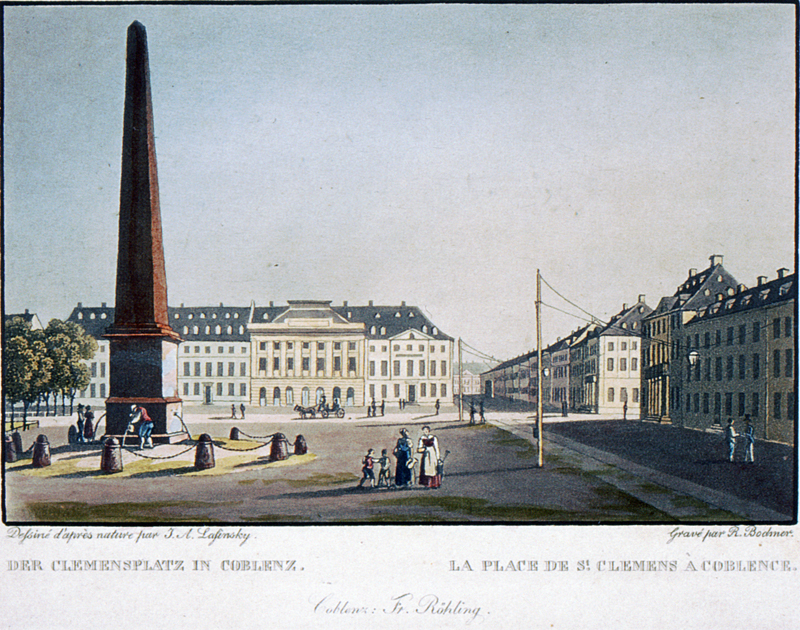
Studnia na pierwotnym miejscu około 1830 roku

Powstanie studni Clemensbrunnen związane jest z rozwojem miejskiej sieci wodociągowej. Od XVI wieku podjęto kilka nieudanych prób wyposażenia Koblencji w działający system dostarczania wody, zaś już w 1682 roku zaplanowano budowę wodociągu biegnącego z dzielnicy Metternich do centrum miasta. W 1750 roku elektor Franz Georg von Schönborn chciał zbudować wodociąg z ozdobną studnią na lokalnym placu do urządzania parad, w związku z czym zlecił architektowi Balthasarowi Neumannowi przygotowanie projektu na lata 1751–1753, jednak ze względu na koszty nie mógł on zostać zrealizowany. Wszystko zmieniło się, kiedy elektor Klemens Wacław postanowił doprowadzić do budowanego wówczas pałacu elektorskiego świeżą, czystą wodę. Z pomocą elektorskiego dyrektora do spraw studni Georga Heinricha Kirna, Klemensowi Wacławowi w latach 1783–1786 udało się zbudować mający 6 km długości wodociąg, biegnący z Metternich przez Lützel i Balduinbrücke, a następnie przez Altengraben, Plan, Görgengasse i Rheingässche do wieży prochowej, przebudowanej na wieżę ciśnień, a w końcu do pałacu. 

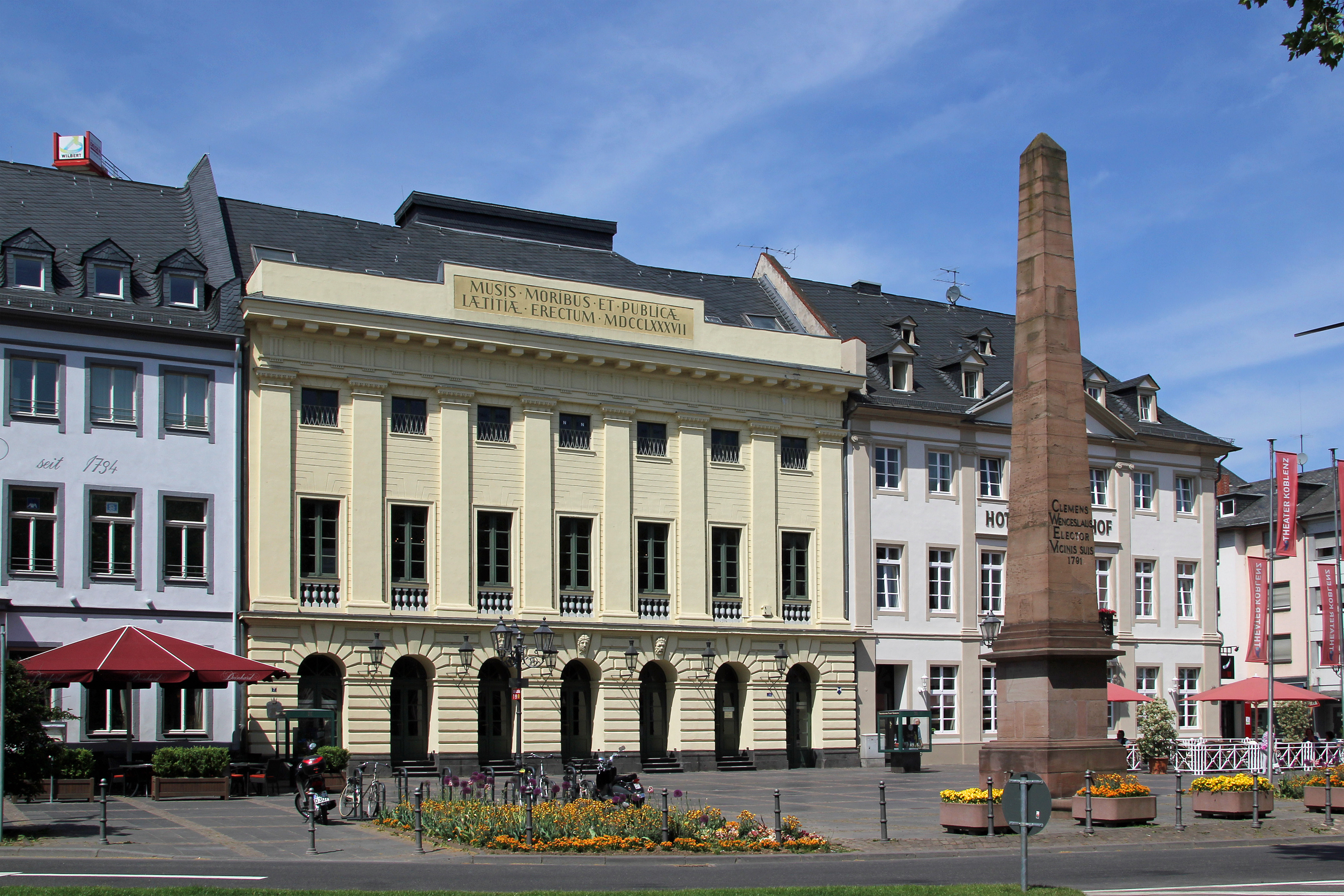
Studnia na obecnym miejscu w 2011 roku

Wodociąg był początkowo przeznaczony tylko dla pałacu elektorskiego, gdyż obawiano się, że ilość przesyłanej nim wody będzie zbyt mała, aby zaopatrzyć miasto. Z tego powodu władze nie były zaangażowane w koszty, jednak gdy okazało się, że zamiast szacowanych 21 000, wodociąg będzie kosztował 32 000 reichstalerów, miasto zostało poproszone o wniesienie wkładu, otrzymując w zamian pozwolenie na wskazanie lokalizacji pięciu studni (Görresplatz, Kastorhof, Plan, Münzplatz, Florinsmarkt). Ostatecznie miasto zobowiązało się zapłacić 7000 guldenów (4666 reichstalerów) oraz pokryć część kosztów utrzymania. Wodociąg został uruchomiony 21 sierpnia 1786 roku, z kolei 23 listopada 1791 roku oddano do użytku pierwszą z podłączonych do niego miejskich studni z wodą pitną – Clemensbrunnen, mającą postać obelisku i położoną na środku nowo utworzonego placu Clemensplatz. W 1954 roku plac Clemensplatz przemianowano na Deinhardplatz, zaś w 1970 roku, w celu zrobienia miejsca dla ruchu samochodowego, studnię Clemensbrunnen przeniesiono do obecnej lokalizacji, przed teatrem.

## Architektura
Studnia Clemensbrunnen mierzy 9 m wysokości i jest wykonana z piaskowca. Ma postać stojącego na postumencie obelisku, który otaczają cztery półokrągłe misy. Znajduje się na niej herb elektorski oraz łaciński napis o następującej treści: CLEMENS WENCESLAUS ELECTOR VICINIS SUIS 1791 (pol. „Elektor Klemens Wacław dla swoich sąsiadów, 1791”).